# Pogrom d'Istanbul
Il Pogrom d'Istanbul  (o Disordini di Istanbul; in greco Σεπτεμβριανά?; in turco 6–7 Eylül Olayları, parole che significano ugualmente eventi di settembre), fu un pogrom, un saccheggio premeditato e tollerato dalle autorità, in prima istanza diretto a colpire tra il 6 ed il 7 settembre 1955, la minoranza greca di Istanbul, composta da circa 100000 persone. Furono colpiti anche ebrei e armeni che vivevano in città, subendo danni nelle loro attività commerciali o aggrediti fisicamente. 
Il pogrom venne orchestrato dal Partito Democratico Turco, al governo con il suo Primo ministro Adnan Menderes, e dal Partito "Cipro è turca". I disordini furono innescati dalla falsa notizia che la casa natale di Mustafa Kemal Atatürk, nato nel 1881, a Thessaloniki, in Grecia fosse stata danneggiata il giorno prima da un attentato esplosivo.
Una folla di cittadini, appositamente trasportata da zone limitrofe a Istanbul con alcuni camion, assaltò la comunità greca della città distruggendo e saccheggiando abitazioni e negozi per nove ore. Sebbene gli istigatori del pogrom non esortassero esplicitamente all'uccisione dei greci, tra 13 e 16 greci morirono durante o dopo il pogrom, a causa delle percosse o negli incendi intenzionalmente appiccati.
Vennero feriti gravemente 32 cittadini greci; inoltre, decine di donne greche furono stuprate e un certo numero di uomini circonciso a forza dalla folla. 4348 proprietà greche, 110 alberghi, 27 farmacie, 23 scuole, 21 fabbriche, 73 chiese e oltre un migliaio di abitazioni private di proprietà greca furono distrutte o seriamente danneggiate.
Le stime dei danni variano: le fonti governative turche parlano di 69,5 milioni di Lire turche mentre i diplomatici del Regno Unito le stimano almeno a 100 milioni di sterline. Il Consiglio Ecumenico delle Chiese a sua volta parla di 150 milioni di dollari USA, mentre il governo greco invece calcola circa 500 milioni di dollari USA.
Il pogrom accelerò fortemente l'emigrazione dell'etnia greca, riducendo la forte minoranza dei "Romei", che ammontava nel 1924 a 200000 persone, ad appena 2500 nel 2006.

## Antefatti

### I greci di Costantinopoli / Istanbul
Costantinopoli, l'odierna Istanbul, fu capitale dell'Impero Bizantino fino al 1453, quando la città cadde in mano alle forze turco-ottomane. Di fatto la popolazione greca della città, in particolare la comunità dei Fanarioti, svolse un ruolo significativo nella vita sociale ed economica della città, e in generale nella vita politica e diplomatica dell'Impero ottomano. Questo ruolo proseguì anche dopo la nascita dello Stato indipendente della Grecia, avvenuto nel 1829. A seguito della guerra greco-turca, del collasso dell'Impero ottomano e dell'instaurazione di una Repubblica di Turchia, la popolazione greca di Costantinopoli iniziò a declinare, come dimostrano anche le statistiche demografiche.
Misure punitive, come la Legge Parlamentare del 1932, impedirono ai cittadini turchi d'origine greca l'accesso a una serie di 30 mestieri e professioni, da quelli di sarto e falegname a quelle di medico, avvocato e immobiliarista. La tassa sulle rendite, la Varlık Vergisi, imposta nel 1942, servì a ridurre ulteriormente il potenziale economico dell'imprenditoria greca in Turchia.

### Contesto
A partire dal 1954 un certo numero di studenti nazionalisti e di organizzazioni irredentiste, quali la Federazione Nazionale degli Studenti Turchi, l'Unione Nazionale degli Studenti Turchi, insieme agli editori dei maggiori quotidiani della Turchia, fra cui Hürriyet di Hikmet Bilâ, iniziarono a manifestare contro la minoranza greca e il Patriarcato Ecumenico di Istanbul.
Nel 1955 una campagna propagandistica promossa dallo Stato turco e che coinvolse la stampa turca, galvanizzò l'opinione pubblica turca contro la minoranza greca.
Nelle settimane che precedettero il 6 settembre 1955, esponenti politici turchi, strumentalmente, pronunciarono una serie di discorsi anti-greci. Il 28 agosto, il Primo ministro Menderes affermò che i Greco-ciprioti stavano progettando un massacro di Turchi ciprioti. Il piano turco di far detonare una carica esplosiva il 5–6 settembre 1955 nel consolato turco di Tessalonica, seconda città della Grecia, e città natale di Atatürk, innescò il pogrom.
Successivamente l'ex Primo ministro Menderes e l'ex-ministro degli Esteri Fatin Rüştü Zorlu furono arrestati e condannati a morte per impiccagione per aver violato la Costituzione, al termine del processo di Yassıada del 1960–1961. Durante il processo, fu rivelato che la spoletta della bomba al consolato fu spedita dalla Turchia a Tessalonica il 3 settembre 1955. Oktay Engin, agente del Millî İstihbarat Teşkilatı (MİT), allora a Tessalonica sotto una finta identità di studente universitario, ebbe l'incarico di installare l'esplosivo.
Oltre al problema di Cipro, anche la cronica problematica situazione economica spinse una parte della leadership politica turca a orchestrare il pogrom. Sebbene fosse una minoranza, la popolazione greca aveva un ruolo rilevante nel mondo degli affari ad Istanbul, condizione che la rendeva un facile bersaglio e capro espiatorio della crisi economica.
Contrariamente al secolarismo kemalista, il Primo ministro Menderes fece edificare un migliaio di moschee nel corso dei suoi vari mandati governativi.

### Organizzazione
Il processo di Yassiada del 1961 contro Menderes e il ministro degli Esteri Zorlu mise in luce il piano dettagliato del pogrom. Menderes e Zorlu mobilitarono la formidabile macchina organizzativa del Demokrat Parti (DP) e dei sindacati di Istanbul legati al partito. Risultò coinvolto anche il ministro degli Interni Namik Gedik. Secondo l'avvocato di Zorlu nel processo di Yassiada, una folla di 300000 persone fu raccolta per il pogrom in un raggio di una settantina di chilometri dalla città.
Inoltre, 10 delle 18 sezioni del Partito "Cipro è turca" furono dirette da funzionari del DP. Questa organizzazione svolse un ruolo cruciale nell'incitare ad azioni anti-greche la massa dei manifestanti.

## Il pogrom

### Pianificazione
Nel suo libro del 2005, lo storico bizantinista laureato ad Harvard, Speros Vryonis, documentò il ruolo diretto dell'organizzazione che faceva capo al Demokrat Parti e ai sindacati governativi nel radunare i manifestanti che dilagarono in tutta la città di Istanbul. Molti dei manifestanti provenivano dall'Asia Minore occidentale. Il suo saggio di Eskişehir mostra come il partito avesse reclutato da 400 a 500 lavoratori dalle officine locali, trasportati in scompartimenti ferroviari di terza classe a Istanbul. A tali reclute fu promesso l'equivalente di 6 dollari statunitensi, che peraltro non furono mai loro versati. Costoro furono accompagnati dalla polizia di Eskişehir, incaricata di coordinare coi leader delle sezioni del partito le distruzioni e i saccheggi una volta che il contingente si fosse frazionato in gruppi e gruppuscoli di 40–50 persone.

### Esecuzione
Autocarri comunali e governativi furono piazzati in punti strategici attorno alla città per distribuire attrezzi atti a offendere e distruggere — pale, picconi, palanchini, mazze e benzina — mentre 4000 tassisti privati furono requisiti per trasportare i facinorosi.
A innescare l'esplosione delle azioni delittuose furono un raduno di protesta la notte del 6 settembre 1955, organizzato dalle autorità di Istanbul, che prese a pretesto sia la questione di Cipro, che la falsa notizia dell'incendio doloso appiccato a Tessalonica alla casa natale di Mustafa Kemal Atatürk. Alle 17:00, il pogrom partì, e dall'originale epicentro di Piazza Taksim, i disordini si allargarono durante la serata all'antico suburbio di Pera, oggi Beyoğlu, dove furono fracassate e razziate le proprietà commerciali greche, specialmente lungo la via Yuksek Kaldirim. Alle 18:00, molti negozi greci della principale via commerciale d'Istanbul, İstiklal Caddesi, furono presto saccheggiati. In numerose strade commerciali le mercanzie furono messe a soqquadro e le merci strappate ai loro legittimi proprietari greci.
La sommossa terminò a mezzanotte grazie all'intervento dell'esercito turco e fu decretata la legge marziale. Testimoni oculari affermarono tuttavia che ufficiali dell'esercito e poliziotti erano stati fra i primi a partecipare alle violenze e in molti casi ad incitare i dimostranti.

### Violenza personale
Mentre i facinorosi non avevano avuto direttive di uccidere i loro obiettivi, parti della folla andarono ben oltre l'intimidazione dei greci del posto. Fra 13 e 16 greci e un armeno, inclusi due sacerdoti, morirono come risultato del pogrom. Trentadue greci furono gravemente feriti. Uomini e donne furono violentati, e in base al racconto dello scrittore turco Aziz Nesin, uomini, per lo più sacerdoti, furono obbligati a subire la circoncisione da componenti forsennati della folla e un prete armeno morì dopo l'intervento. Nesin scrive:

### Danni materiali
I danni fisici e materiali furono considerevoli e 4348 case di proprietà di greci, 110 alberghi, 27 farmacie, 23 scuole, 21 imprese e 73 chiese e oltre 1000 case di greci furono attaccate e distrutte.

#### Proprietà ecclesiastiche
In aggiunta agli obiettivi commerciali, la folla si propose intenzionalmente come obiettivo le proprietà della Chiesa ortodossa e quelle da essa amministrate. 73 chiese e 23 scuole furono vandalizzate, incendiate o distrutte, come pure 8 fonti battesimali e 3 monasteri.  Ciò costituì circa il 90% delle proprietà ecclesiastiche nella città.  L'antica chiesa bizantina di Panagia a Veligradiou fu vandalizzata e incendiata. La chiesa di Yedikule fu malamente sconciata, come anche la chiesa di San Costantino di Psammathos. Nella chiesa della Zoodochos Pege a Balıklı, le tombe di un certo numero di Patriarchi Ecumenici furono spalancate e dissacrate. L'abate del monastero, il vescovo Gerasimos di Pamphilos, fu selvaggiamente bastonato durante il pogrom e morì per le ferite ricevute alcuni giorni più tardi nell'ospedale di Balıklı. Nel rogo appiccato alla sua chiesa, Padre Chrysanthos Mandas fu arso vivo. Il vescovo metropolita di Liloupolis, Gennadios, fu duramente bastonato e perse la ragione. Altrove a Istanbul cimiteri greci furono aggrediti e dissacrati. Secondo alcune testimonianze anche reliquie dei santi furono bruciate e disperse.

### Testimonianze
Una testimonianza oculare fu fornita dal giornalista Noel Barber del londinese Daily Mail il 14 settembre 1955:
Un altro vecchio prete greco, Frate Mantas, che si trovava in una casa attigua alla chiesa, e troppo malato per essere spostato, fu lasciato nel letto ma alla casa fu appiccato il fuoco, così bruciò vivo. Nella chiesa di Yenikoy, un'amena località sul bordo del Bosforo, un prete di 75 anni fu portato in strada, denudato d'ogni suo abito, legato dietro un'autovettura e trascinato lungo le strade. Provarono a strappare i capelli di un altro prete ma, non riuscendoci, lo scalparono e così fecero con molti altri.»
Una testimonianza significativa fu quella di Ian Fleming, l'autore di James Bond, che si trovava ad Istanbul per scrivere un servizio sull'International Police Conference come rappresentante speciale del londinese Sunday Times. Il suo racconto, intitolato "The Great Riot of Istanbul", comparve in quel giornale l'11 settembre 1955.

### Azioni secondarie
Mentre il pogrom fu in modo predominante un evento che toccò Istanbul, vi furono alcune aggressioni in altre città della Turchia. La mattina del 7 settembre 1955 a Smirne, una folla invase il Parco Nazionale della città, dove si teneva una fiera internazionale, e bruciò i padiglioni greci. Muovendosi poi verso la chiesa di S. Fotini, costruita due anni prima e che assolveva alle necessità religiose degli ufficiali greci, che servivano nei Quartier Regionali della NATO, la massa di persone la distrusse completamente. Le case delle poche famiglie greche e quelle degli ufficiali furono quindi saccheggiate.

### Documentazione
Grazie alle fotografie scattate da Demetrios Kaloumenus, poi fotografo ufficiale del Patriarcato ecumenico di Costantinopoli, e ad un gran numero di documenti contemporanei dimostrano l'estensione di quelle vandaliche distruzioni.
Kaloumenus scattò le foto poche ore dopo che il pogrom era cominciato, documentando le distruzioni e inviando le pellicole in Grecia.

## Reazioni
Malgrado il governo di Menderes tentasse di addossare il pogrom al Partito Comunista di Turchia, numerosi osservatori stranieri si accorsero che quella governativa era un'infame calunnia. In una lettera del 15 novembre 1955 al Primo ministro Menderes, il Patriarca Ecumenico Athenagoras I descrisse vividamente i crimini perpetrati dalla folla e inflitti al suo gregge.  "Le autentiche fondamenta di una civiltà che ha un retaggio di secoli e le proprietà di ogni essere umano, sono state gravemente aggredite", egli scrisse, aggiungendo: "Ognuno di noi, senza alcuna protezione, ha trascorso momenti di agonia e invano ha visto e ottenuto protezione dai responsabili dell'ordine pubblico e della pubblica quiete".
L'Incaricato d'Affari dell'ambasciata britannica ad Ankara, Michael Stewart, direttamente implicò il Demokrat Parti di Menderes nella realizzazione dell'attacco.  "Esiste una lampante dimostrabile evidenza che rappresentanti del locale Demokrat Parti fossero fra gli organizzatori dei tumulti in varie parti di Istanbul, particolarmente nelle isole del Mar di Marmara, ed è indiscutibile che solo il Demokrat Parti fosse l'unica organizzazione politica del paese in grado di organizzare simili manifestazioni su vasta scala," affermò, rifiutando tuttavia di addossare la colpa all'intero partito e a Menderes di persona.
Sebbene l'ambasciatore britannico ad Ankara, Bowker avvertisse il Primo Ministro a Downing Street, Harold Macmillan, che la Gran Bretagna avrebbe dovuto "sollecitare una netta presa di distanza alla Turchia" per quanto era avvenuto, solo una nota di moderata disapprovazione fu spedita a Menderes. Il contesto della guerra fredda indusse il Regno Unito e gli USA a evitare al governo di Menderes il biasimo politico diretto che si meritava. Gli sforzi della Grecia di portare a livello internazionale il problema dei diritti dell'uomo violati, ricorrendo a organizzazioni quali le Nazioni Unite e la NATO incontrò scarsa adesione. Il rappresentante britannico alla NATO, Cheetham, giudicò "non desiderabile" che si dimostrassero le responsabilità del pogrom. Il rappresentante statunitense Edwin Martin ritenne che gli effetti sull'alleanza sarebbero stati "sproporzionati" e i governi francese, belga e norvegese fecero pressioni sulla Grecia affinché mettesse "una pietra" sull'accaduto. Invece il Consiglio nord-atlantico adottò una risoluzione per la quale affermava che il governo turco non aveva fatto tutto quanto avrebbe dovuto fare.
Più esplicito fu il Consiglio Mondiale delle Chiese, dato che le distruzioni avevano riguardato al 90% le chiese greco-ortodosse di Istanbul, e una delegazione fu inviata a Istanbul per ispezionare i danni.

## Conseguenze
Dal momento che in Turchia non esistevano all'epoca assicurazioni private, la sola speranza delle vittime del pogrom era un indennizzo da parte dello Stato turco. Anche se il Presidente turco Mahmut Celâl Bayar promise che "le vittime delle distruzioni sarebbero state indennizzate", vi fu scarsa volontà politica o poche risorse finanziarie per mantenere tale promessa. Alla fine i Greci ricevettero in tutto il 20% circa di quanto loro reclamato, a causa del fatto che i valori dichiarati delle loro proprietà si erano già abbondantemente ridotti prima del pogrom.
Le tensioni proseguirono per il biennio 1958–1959: gli studenti nazionalisti turchi organizzarono una campagna per incoraggiare il boicottaggio di tutte le attività e le merci greche. Il progetto fu realizzato 8 anni dopo, nel 1964, quando il governo di Ankara denunciò la Convenzione di Ankara greco-turca del 1930, che stabiliva il diritto dei Greci stabili di vivere e lavorare in Turchia.  Deportata di fatto con due giorni di preavviso, la comunità greca d'Istanbul si ridusse dalle 80000 - 100000 persone, del 1955 a solo 48000 nel 1965. Oggi la comunità greca conta circa 2.500 persone, per lo più anziani.
Al processo di Yassiada del 1960–1961, Menderes e Zorlu furono accusati di violazione della costituzione. Il processo fece anche riferimento al pogrom, per il quale furono biasimati. Agli accusati furono negati i fondamentali diritti alla propria difesa e giudicati colpevoli e condannati a morte per impiccagione.
Oktay Engin, l'agente che aveva appiccato l'incendio doloso a Salonicco, continuò a lavorare nel MİT per anni, fino al 1992, quando fu promosso all'incarico di governatore della provincia di Nevşehir (Cappadocia).
Nell'agosto del 1995, il Senato USA votò una risoluzione speciale riguardante il pogrom del settembre 1955, invitando il Presidente degli Stati Uniti, Bill Clinton, a proclamare il 6 settembre "Giorno della Memoria" per le vittime del pogrom.